# 恋するチャック
「恋するチャック」（原題： Chuck E.'s In Love）は、リッキー・リー・ジョーンズが1979年に発表した楽曲。デビュー・アルバム『浪漫』からシングルカットされ大ヒットした。

## 概要
リッキー・リー・ジョーンズがトム・ウェイツと出会ったのは1977年、彼女がハリウッドの様々なクラブで歌を歌っていた頃だった。親しくなった二人は同棲を始める。ジョーンズが出演していたクラブの一つが「トルバドール」であり、そこで皿洗いをしていたのがチャック・E・ワイスだった。3人はやがてロサンゼルスのトロピカーナ・モーテルを根城に毎日のようにつるむようになった。しかしワイスは突然姿を消す。しばらしくしてウェイツはワイスからの電話を受けた。ワイスの話によれば彼は今コロラド州のデンバーにいて、そこに住む血筋の離れたいとこの女の子に恋をしているとのことだった。ウェイツは電話を切ったあとジョーンズに言った。「チャック・Eは恋をしてる（Chuck E.'s in Love.）」
この逸話を元に書かれたのが本作品である。ただし物語の "落ち" にあたる最後の歌詞は事実とは異なる。
1979年2月28日発売のアルバム『浪漫』に収録され、同年4月28日にシングルカットされた。B面は「1963年土曜日の午後」。同年7月7日付のビルボード・Hot 100で4位を記録した。また、ビルボードの1979年の年間チャートの63位を記録した。イギリスでは18位、カナダでは5位、オーストラリアでは15位、ニュージーランドでは5位、アイルランドでは19位を記録した。
なお4月7日放送の『サタデー・ナイト・ライブ』でジョーンズは本作品を披露している。